# بيليه سوكر
بيليه سوكر (بالإنجليزية: Pelé's Soccer) تم إصدارها في الأصل باسم بطولة كرة القدم (بالإنجليزية: Championship Soccer) (وباستخدام هذا الاسم في التجميعات الحديثة لأسباب حقوق النشر)، وهي لعبة رياضية تعود لعام 1981 من أتاري، إنك. من أجل أتاري 2600 (أعيدت تسميتها إلى أتاري 2600 في أواخر عام 1982). صدق عليها لاعب كرة القدم الشهير بيليه، وهي تتميز بتقنيات تسليم الكرة وحفظ المرمى باستخدام عصا التحكم.

## طريقة اللعب
كل فريق لديه مهاجم واحد ومدافعان وحارس مرمى في الملعب في جميع الأوقات. دائمًا ما يتحكم الكمبيوتر في حارس مرمى اللاعب ما لم يحفظ تسديدة. تتكون كل لعبة من نصفين بأطوال زمنية مختلفة (حسب إعدادات اللعبة المستخدمة). كل المهاجمين والأظهرة يركضون في مكانهم الصحيح. هناك 54 اختلافًا مختلفًا للعبة (27 لاعبًا فرديًا و27 لاعبًا متعدد اللاعبين) تتيح سرعات وأطوال ألعاب وأحجام أهداف مختلفة.